# Zack Merrick
Zachary Steven "Zack" Merrick (Baltimore, Maryland, Estados Unidos, 21 de abril de 1988) es un músico estadounidense, conocido por ser el bajista y corista de la banda pop punk, All Time Low. También suele tocar la guitarra en los sets acústicos de la banda.

## Primeros años
Merrick nació el 21 de abril de 1988 en Baltimore, Maryland, Estados Unidos, hijo de Carla y Mark Merrick. Tiene una hermana mayor llamada Samantha y un hermano que también es músico. Merrick toca el bajo desde los once años, y padece de daltonismo.

## Carrera

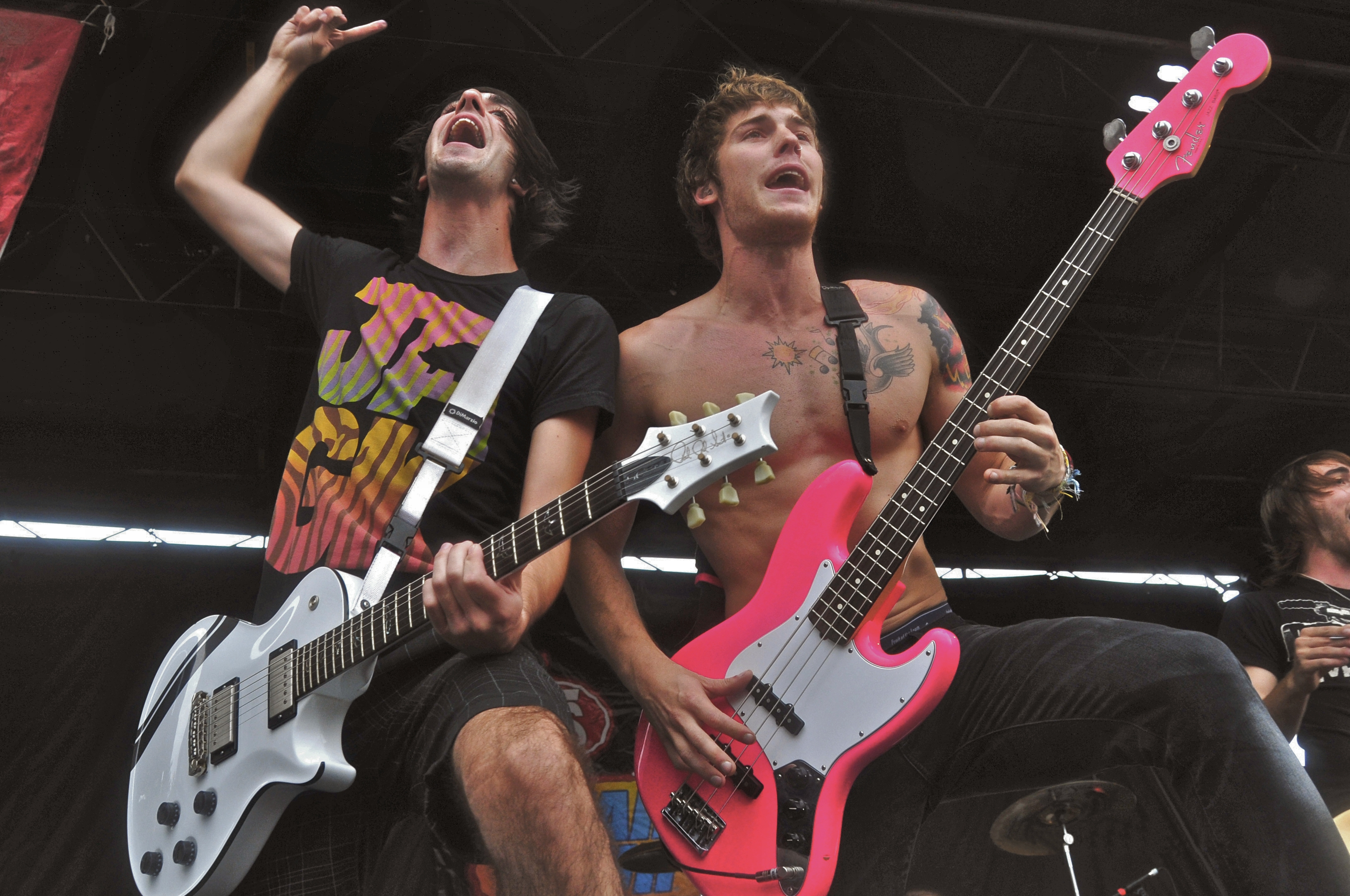
Merrick junto a Jack Barakat en la Warped Tour de 2009.

Merrick se unió a All Time Low en marzo de 2003, cuando la banda expulsó a su anterior bajista, por lo que necesitaban uno nuevo. Se presentó a la práctica en un skate, e impresionó a Jack Barakat debido a que tocaba sin púa. Después de esa práctica, Merrick quedó en la banda de forma permanente.
En 2004, Merrick registró a la banda en una disquera local, Emerald Moon Records, a través de la cual grabaron su primer EP y su álbum debut, The Three Words to Remember in Dealing with the End. En 2006, All Time Low dejó Emerald Moon Records para firmar con Hopeless Records y lanzar ese mismo año su segundo EP, Put Up or Shut Up y al año siguiente su segundo álbum, So Wrong, It's Right. Este último fue un suceso comercial bastante importante para ser un LP lanzado bajo una discográfica independiente, llegando al puesto #62 de las listas de popularidad de Billboard. Bajo Hopeless lanzaron el sucesor de So Wrong, It's Right, Nothing Personal, en 2009, el cual llegó al puesto nº 4 del Billboard 200 y vendió 63000 copias en su primera semana. Al año siguiente se mudaron a la discográfica Interscope Records, y lanzando bajo la misma Dirty Work, siendo este el único álbum lanzado en Interscope. En 2012, regresaron a Hopeless y lanzaron Don't Panic, que cuenta con colaboraciones de Cassadee Pope, Patrick Stump y Vic Fuentes.
A finales de 2014, All Time Low comenzó la grabación de un nuevo álbum con el productor John Feldmann. El título fue anunciado como Future Hearts, lanzando el primer sencillo «Something's Gotta Give» del mismo en enero de 2015. A su vez, se anunció un tour en la primavera del mismo año con Tonight Alive, Issues y State Champs, así como el primer concierto de la banda en el Wembley Arena, el cual será grabado para editar su segundo CD/DVD. El segundo sencillo, «Kids in the Dark», fue lanzado en marzo de 2015, coincidiendo con la presentación de la banda en el festival australiano Soundwave.
El álbum debutó en el puesto número 2 de las listas de Billboard, con 75,000 copias vendidas en su primera semana, siendo ésta la mejor posición alcanzada por la banda en dicho conteo. También debutó en el puesto número en el Reino Unido, con 20,000 copias vendidas.

## Vida privada
Merrick mantuvo una relación durante 2011 con la modelo Katie Fuhrman. Actualmente tiene una marca de ropa llamada Amerrickan.

## Discografía
- 2005: The Party Scene
- 2007: So Wrong, It's Right
- 2009: Nothing Personal
- 2011: Dirty Work
- 2012: Don't Panic
- 2015: Future Hearts
- 2017: Last Young Renegade
- 2020: Wake Up, Sunshine